# Amastridium
Amastridium är ett släkte med ormar som beskrevs 1860 av Edward Drinker Cope. Släktet placeras vanligtvis i familjen snokar och underfamiljen Dipsadinae, där den senare  ibland kategoriseras som familj. Släktet förekommer i Mexiko, Centralamerika och Colombia.
Arterna är med en längd upp till 72 centimeter små ormar. De lever i skogar och vistas främst på marken. Dessa ormar jagar troligen groddjur.
Arter enligt The Reptile Database:
- Amastridium sapperi (F. Werner, 1903) – förekommer i Guatemala, Honduras och Mexiko
- Amastridium veliferum Cope, 1860 – förekommer i Colombia, Costa Rica, Guatemala, Nicaragua och Panama